# The Silent Enigma
The Silent Enigma – drugi studyjny album zespołu Anathema, wydany 1995. Album początkowo zatytułowany był Rise Pantheon Dreams. Tytuł został wykorzystany przez byłego członka Anathemy, Darrena White’a dla jednego z albumów The Blood Divine. Jest to pierwszy album z Vincentem Cavanaghem w roli wokalisty. Do utworu Silent Enigma powstał teledysk.

## Lista utworów
1. „Restless Oblivion” – 8:03
2. „Shroud of Frost” – 7:31
3. „...Alone” – 4:24
4. „Sunset of Age” – 6:57
5. „Nocturnal Emission” – 4:20
6. „Cerulean Twilight” – 7:05
7. „The Silent Enigma” – 4:25
8. „A Dying Wish” – 8:12
9. „Black Orchid” – 3:40

### Dodatkowe utwory
- „The Silent Enigma Orchestral” (dodatkowy utwór na reedycji z roku 2003) – 4:12
- „Sleepless 96” (dodatkowy utwór na reedycji z roku 2003) – 4:31
- „Eternal Rise of the Sun” (dodatkowy utwór na wydaniu japońskim)

## Twórcy
- Vincent Cavanagh – śpiew, gitara
- Duncan Patterson – gitara basowa
- Daniel Cavanagh – gitara, instrumenty klawiszowe
- John Douglas – perkusja
- Rebecca Wilson – śpiew w „...Alone”
- Deryk Fullwood – w „Shroud of Frost”